# Список персонажей Grand Theft Auto IV
Компьютерная игра Grand Theft Auto IV, действие которой разворачивается в 2008 году, знакомит игрока со множеством  персонажей. Согласно словам Дэна Хаузера, «на самом деле ни один персонаж из предыдущих игр не вернётся, поскольку многие из них мертвы так или иначе».
В отличие от предыдущих игр из этой серии, известные и высококлассные знаменитости не занимались озвучиванием Grand Theft Auto IV; вместо них разработчики выбрали малоизвестных актёров, таких как Майкл Холлик, Джейсон Зумвалт, Энтони Пэтеллис, Моти Марголин, Томас Лионс, Тимоти Адамс и Кули Рэнкс. Однако нескольких высококлассных диджеев можно услышать на различных радиостанциях в игре, к примеру, Игги Попа, Карла Лагерфельда, Джульетт Льюис, Daddy Yankee и реальных диджеев типа DJ Premier, DJ Green Lantern, Lazlow, а реальных комиков Кэтта Уилльямса и Рики Джервейса можно увидеть в Комеди-Клубе(Split Sides) и также услышать в интервью на радиостанции WKTT.
Впервые в серии Grand Theft Auto IV предоставляет игрокам «выбор этики» в нескольких игровых моментах, когда игрок вынужден выбирать между убийством или спасением персонажа, или убийством одного из двух персонажей. В некоторых из этих ситуаций игрок может выполнить казнь, которая совершается как кат-сценка. У игры также есть две возможные концовки, которые определяются тем решением, которое игрок принимает в отношении главного антагониста в заключении основной сюжетной линии: Месть или Сделка. Тот или иной выбор затрагивает миссии, в которых игрок может принять участие, и судьбу некоторых персонажей.
В этом списке миссии, относящиеся к концовке, в которой персонаж убит, отмечены «(Месть)» и «(Сделка)» соответственно.

## Главные персонажи

### Нико Беллик (Niko Bellic)
Представлен в: «The Cousins Bellic»Во время игровых событий Нико Беллику (1978 г.р.) 30 лет. Нико — главный протагонист. Хотя конкретно не определяется, из какой страны на Балканах Нико родом из Сербии, он говорит на сербском языке. Также в одной миссии случайного персонажа есть намёк, что Нико, возможно, из страны на Балканском полуострове, потому что неизвестный серийный убийца Эдди Лоу (в интернет-новостях GTA IV постоянно сообщается о нескольких убийствах) спрашивает Нико, откуда он, и Эдди начинает предполагать. Когда Эдди говорит «Балканы?» Нико отвечает «Ты умён, Эдди.» Нико вырос в суровое время югославской войны, где он участвовал в рядах воинствующей молодёжи. Определяющим моментом в войне для Нико явилось событие, когда его армейское подразделение из пятнадцати молодых людей было заманено врагом в засаду. Нико сумел убежать, но большинство его друзей было уничтожено. Позже он узнает, что два члена подразделения также выжили, и поймёт, что один из них продался за деньги. Нико поклялся разыскать преступника, мотивируясь исключительно не местью, а желанием забыть прошлое и продолжать жить своей собственной жизнью.
Умудрённый жизненным опытом, Нико очень щепетилен, когда вопрос касается его семьи и любимых, особенно Романа. Наиболее значительный аспект индивидуальности Нико — его цинизм, приобретённый в войне. Он критикует своих знакомых за то, что они думают, будто он весело проведёт время в своей неспокойной ситуации. Самая большая слабость Нико — его неспособность отпустить прошлое — что является причиной большой агрессии, когда приближается проблема обнаружения предателей; Нико критикуется многими своими друзьями и в особенности Романом, именно из-за этой слабости. Его первой подругой была Мишель, а второй Кейт Макрири, которая либо погибнет в конце (если игрок выберет Месть), либо разочаруется в Нико, узнав, что тот нарушил свои принципы, но простит и утешит его после потери (в Сделке).
Нико Беллик приехал в Либерти-Сити по приглашению своего брата Романа. Роман обещал ему горы денег, много красивых женщин, положение в обществе, красивую и беззаботную жизнь. Но это оказалось обманом, брат надеялся, что Нико решит все его проблемы. Он верит, что Нико сможет это сделать, ведь он закален войной на своей родине, он хладнокровен, жесток и жаждет мести из-за неразберихи в своей стране, в чём, по его мнению, виновно правительство США. Так что, в начале пути Нико ждёт много грязной работы, которая позволит заработать небольшую репутацию и известность в криминальных кругах Либерти-Сити.
Нико озвучил Майкл Холлик.
См. также: Участие в TLaD

### Джонни Клебиц (Johnny Klebitz)
См. также: Участие в TLaD
Представлен в: "Blow Your Cover" и "Clean and Serene" (The Lost and Damned)
Джонатан "Джонни" Клебиц — главный герой и играбельный персонаж в Grand Theft Auto IV: The Lost and Damned, первом из двух эпизодов.
Джонни, еврей по происхождению – член банды байкеров под названием The Lost MC и впервые встречается с Нико, когда Элизэбет и Плэйбой Икс поручают им следить за сбытом героина. Но оказывается, что сделку ловко организовал LCPD, и Джонни исчезает во время последующей перестрелки. Позже он вновь появится, чтобы помочь Нико со сбытом Айзеку Роту, от имени Рея Боччино. Сделку срывает Луис Лопес, и Джонни скрывается с двумя миллионами долларов наличными. Позже Нико пошлют, чтобы найти и устранить его друзей. Джонни 34 года и он самый старший из трёх главных героев в IV и эпизодах.
Джонни Клебица озвучил Скотт Хилл.

### Луис Фернандо Лопес (Luis Fernando Lopez)
См. также: Grand Theft Auto IV: The Ballad of Gay Tony
Представлен в: "Three Leaf Clover" и "I Luv L.C." (The Ballad Of Gay Tony)
Луис Фернандо Лопес (1983 г.р.) — доминиканский уличный гангстер, который работает личным телохранителем у Энтони "Гея Тони" Принса, предпринимателя и владельца ночного клуба, предоставляя ему контакты с другими телохранителями в его клубах. Луис Лопес появляется в трёх отдельных случаях. Сначала его можно заметить в банке, который грабит Ирландская Братва МакРири, около Юджина Рипера. Потом в Либертониан он срывает сделку между Нико Белликом, Джонни Клебицем и Еврейской мафией. Его также можно увидеть в сюжете The Lost and Damned, когда Джонни и The Lost крадут у Тони 'Гея Тони' Принса алмазы, те самые, которые только что доставили в город. Позже он снова появляется в кадре с Тони Принсем на обмене алмазов и заложников с бандой МакРири. Ему 25 лет.
Перед релизом первого эпизода The Lost and Damned знающие люди тонко намекали, что якобы Луис примет участие во втором эпизоде, плюс многочисленные, но всё же незначительные появления в игре и ещё ачивмент "Impossible Trinity", который даётся после завершения миссии "Museum Piece". 26 мая 2009 г. было наконец подтверждено, что Луис — главный герой второго эпизода игры The Ballad of Gay Tony.
Луиса Лопеса озвучил Марио Д'Леон.

### Роман Беллик (Roman Bellic)
Представлен в: «The Cousins Bellic»
Может быть убит в: «Mr. and Mrs. Bellic (сделка)»
Двоюродный брат Нико. Он управляет небольшим таксопарком в Брокере — районе Либерти-Сити, который находится под контролем русской мафии. Роман уговаривает Нико переехать к нему в Америку, заманивая его обманными обещаниями лёгких денег и женщин. Он отрицает наличие проблем, хотя на самом деле оказался по уши в долгах, ему доставляет серьёзные проблемы Владимир Глебов, а его дело приносит только убыток. Роман влюблен в свою сотрудницу Меллори, и верит в то, что когда-нибудь он сделает её достойной женщиной в качестве своей жены.
Роман Беллик живёт в Либерти-Сити вот уже 10 лет. Отцы Романа и Нико были братьями и оба пристрастились к алкоголю. Если верить словам Нико, мать Романа была изнасилована и убита во время войны, хотя Роман верит, что она погибла в пожаре; по сей день Нико не может решиться рассказать Роману истинную судьбу его матери. Роман утверждает, будто живёт американской мечтой своих родственников и будто у него есть две женщины, четыре горячие ванны и пятнадцать спортивных автомобилей. Ему успешно удаётся убедить кузена Нико переехать в Либерти, используя этот обман. По прибытии Нико, однако, понимает, что в действительности Роман живёт в маленькой, грязной квартире, владеет мелким таксопарком в Брокере, у него игровая зависимость и должен денег многим преступным элементам. Хотя Нико и расстроился из-за лжи Романа, тот не теряет оптимизма и утверждает, что он якобы в процессе достижения "американской мечты". Нико признаёт, что Роман действительно нашёл какой-то успех в Америке благодаря Мэллори, давней подруге Романа (позже они поженятся).
По ходу сюжета Дмитрий Раскалов и Русская мафия сжигают дотла его квартиру и бизнес из-за Нико. Затем он откроет другой таксопарк в Бохане на деньги от страховки и переезжает туда вместе с Мэллори, но вскоре Романа снова похищают после проигрыша в игорном доме, что на самом деле является неудачной ловушкой Дмитрия, дабы заманить Нико и уничтожить его. В конечном счёте Роман покупает пентхаус в Алгонквине, достигнув "американской мечты". В финале Роман пытается убедить Нико, чтоб тот совершил наркосделку с Дмитрием Раскаловым, главным образом из-за денежной суммы. Если Нико выберет "Месть", Роман разочаруется, что Нико не пошёл на сделку, но будет готовиться к своей неизбежной свадьбе. После церемонии разъярённый Джимми Пегорино расстреляет Кейт МакРири возле церкви. Возмущённые тем, что Кейт была убита прямо на свадьбе, Малыш Джейкоб и Роман помогают Нико отправить Пегорино на тот свет. В "Сделке" Роман нечаянно погибает от пули киллера, посланного Дмитрием и покушавшегося на жизнь Нико. В обеих концовках раскрывается, что Мэллори беременна от Романа.
Романа озвучил Джейсон Замуолт.

### Малыш Джейкоб (Little Jacob)
Представлен в: «Jamaican Heat» Поставщик оружия и наркотиков в Либерти-Сити. По достижении определенного уровня дружбы Нико всегда сможет купить у него любое количество оружия со скидкой приблизительно в 30 %. Малыш Джейкоб является растаманом, он любит побаловаться марихуаной и от этого он со своим другом Плохишом (Badman) частенько попадают в различные неприятности. Джейкоб станет лучшем другом для Нико, ведь он всегда готов бросить свои личные дела и прийти на помощь в трудную минуту.
"Малыш" Джейкоб Хьюс — ямайский торговец оружием в Дюксе, который продаёт оружие прямо из багажника своего автомобиля. Он и Роман — друзья, лицо Джейкоба присутствует на обложке игры. Они с Нико также быстро становятся хорошими друзьями после того, как тот спасает его из засады в переулке. Джейкоб помогает Нико несколько раз, указывает того, кто сорвал сделку Элизабеты, и несколько раз прикрывает, например, когда Нико идёт за Дмитрием и Пегорино в финале. Джейкоб также разыскивает Пегорино и/или Дмитрия в заключительной миссии. Как только Джейкоб полностью станет доверять Нико, он будет продавать ему оружие по заниженным ценам.
Джейкоб всегда курит марихуану в самые неподходящие моменты, однажды даже в преследовании на вертолёте, что сильно тревожит Нико. У него сильный Ямайский акцент, который Нико не всегда понимает до конца. Малыш Джейкоб также участвует в Team Mafia Work. Кенни Петрович называет его Маленьким Джейкобом.
Джейкоба озвучил Collie Ranx.

### Брюси Киббуц (Brucie Kibbutz)
Представлен в: «Logging On»
Постоянно качает мышцы, помешан на автомобилях и прикидывается весьма именитой персоной. Он читает рэп, он любит говорить о том, как много у него денег. Он может честно сказать, что не имеет ничего, кроме наипрекраснейших женщин, автомобилей, мажорных побрякушек и сильных стероидов. Сделайте его своим другом, и вы получите свободное перемещение на вертолёте. Также он откроет Вам доступ к уличным гонкам. Брюси Киббуц всегда рад прокатиться на быстром катере или полетать на вертолете с Нико, прихватив с собой двух прекрасных девушек. Татуировка «我» на груди Киббуца в переводе с китайского звучит как «Я» . Тату «愛恨分明» на правом предплечье означает «непосредственный» («любовь и ненависть есть разное» в дословном переводе). Тату на левом предплечье — «二打六» — в переводе с кантонского диалекта китайского языка «двое на шестерых в драке, или двое нападут на шестерых», или в прямом переводе, но более верном «неподготовленность, или бесполезность». Но самая интересная татуировка — «人妖» — находится на его талии. Её фактическое значение — трансвестит, транссексуал, но чаще shemale, это все в смысле оскорбления. 人= человек, 妖= чудовище, или злой дух опять же, в переводе с китайского. Еще немного о Брюси — возраст 31 год. Руководит мастерской, где разбирают угнанные автомобили, которые потом выставляются на продажу на сайте «Brucie’s Executive Lifestyle Autos». Брюси неоднократно участвовал в уличных гонках. Употребляет и распространяет стероиды. Очень «горячий», часто оказывал сопротивление при аресте.
Брюси озвучил Тимоти Адамс.

### Дмитрий Раскалов (Dimitri Rascalov)
Представлен в: «Crime and Punishment»
Убит в: «A Revenger’s Tragedy» (сделка)/«A Dish Served Cold» (месть)
Русский криминальный элемент,  главный антагонист. Правая рука Михаила Фаустина; они — старые друзья со времён армии и тюрьмы. Дмитрий кажется более разумным, хотя Михаил утверждает, что он не равнодушен к барбитуратам. Он быстро подружился с Нико, когда Дмитрия всё сильнее и сильнее раздражало неочевидно сильное лидерство Михаила, что расширяло круг врагов их организации ещё больше и заставляло закон контролировать их более плотно. Позже он спланирует убийство Фаустина, обманет Нико и сдаст его мистеру Булгарину, но Нико сбежит от него, сохранив свою жизнь. Раскалов сожжет дом и таксопарк Романа Беллика. После этого Нико и Роман укроются в доме Меллори Бардас, и начнут всё «с нуля».
Когда Дмитрий предаст Михаила, то прикажет Нико убить его, чтобы предотвратить войну с Кенни Петровичем — перед казнью Михаил предупреждает, что Америка сделала Дмитрия жадным и что он также предаст и Нико. Потом Нико встретится с Дмитрием на складе, чтобы забрать свою награду за убийство, где Дмитрий действительно предаёт его и показывает своего нового партнёра, Рэя Булгарина, бывшего босса Нико в торговле людьми, который приказывает своим людям убить Нико. Малыш Джейкоб приходит к Нико на выручку и говорит, что Дмитрий скрылся, и они могут увидеться с ним в другое время. Боясь возмездия, Дмитрий приказывает своим людям поджечь квартиру Романа и таксопарк, фактически изгоняя Нико и Романа из Брокера. Кузены едут в Бохан, чтобы избежать дальнейших неприятностей, после получения угроз убийством от Дмитрия по телефону. Всё ещё опасаясь, что Нико примет ответные меры, Дмитрий дважды пытается уничтожить Нико: в первый раз похищает Романа, чтобы заманить Нико на склад, кишащий его людьми, а во второй посылает Булгарина и его людей, чтобы саботировать обмен заложниками между преступными семьями Макрири и Анчелотти, где присутствовал и Нико. Дмитрий звонит Нико после обеих попыток, разъярённый неудачей, и угрожает не оставить в будущем попыток покуситься на его жизнь. Узнав, что Нико помогает Берни Крэйну и Брайсу Доукинсу, отношения которых он пытается выставить на все обозрение, Дмитрий звонит Нико и предлагает восстановить былую дружбу и сотрудничество. Нико холодно напоминает Дмитрию о его предательстве.
В конце главной сюжетной линии Преступная Семья Пегорино — на которую работает Нико — заключает союз с другой организацией, дабы найти покупателя большого количества героина, который они ранее украли, и это наконец-то поможет преступной семье Пегорино дать знать о себе. Братва Дмитрия — это и есть та самая организация, что ставит Нико в неловкое положение — игрок должен сделать выбор: или взять деньги у покупателей, которых нашёл Дмитрий, или совершить месть и убить его. Если игрок вдруг захочет искать "Мести", Нико уничтожит Дмитрия в грузовом трюме на борту танкера. Если игрок захочет совершить "Сделку", Нико и Филу Беллу будет поручено принять деньги в одном месте, в то время как Дмитрий продаст героин в другом. Дмитрий, по-видимому, рад, что Нико снова работает на него. Решив оставить героин, он предаст и уничтожит покупателей, вынуждая Нико и Фила тоже убить покупателей, чтобы получить деньги. Успешно справившись с этой задачей, Нико получает 250 000 $ от сделки. Дмитрий убил всех и Нико горит в АДУ!
Раскалова озвучил Моти Марголин.

### Фрэнсис МакРири (Francis McReary)
Представлен в: «Street Sweeper»
Может быть убит в: «Blood Brothers»
Продажный детектив полиции «Liberty City Police Department», который знает о «грязном» прошлом Нико. Ему известно о его тяжких преступлениях, и детектив угрожает все выдать, если Нико не сделает для него некоторую работу. У Фрэнсиса есть 3 брата — Джерри, Пакки и Деррик — но им не нравится, что Фрэнсис работает в полиции, поэтому они редко берут его с собой и не посвящают в дела семьи. До службы в полиции Фрэнсис был священником, но его выгнали за попытку воровства.
Фрэнсиса озвучил Томас Льонс.

### Патрик «Пакки» МакРири (Patrick «Packie» McReary)
Представлен в: «Luck of the Irish»
Ирландский головорез, который является продолжателем дела уже теряющей влияние в Либерти Сити Ирландской мафии. Патрик самый молодой в семье МакРири, он младший брат продажного детектива Фрэнсиса МакРири. Также имеет ещё двух братьев и сестру — Дерека, Джерри и Кейт. Джерри — заключенный, бывший активист IRA (Ирландской Республиканской Армии). В заданиях Элизабэты от Нико требуются его снайперские услуги, где он и спасает Патрика. Патрик живет вместе со своей матерью и сестрой, несмотря на то, что им это очень не нравится. Кейт проявляет интерес к Нико, но Патрик предупреждает его, чтобы тот держался от неё подальше. Все, кто знает Патрика, называют его Пакки. Он близкий друг Элизабеты. Пакки очень любит хвастать о том, как семья МакРири имела все, и люди боялись произносить их имя. Может быть убитым в Grand Theft Auto 5  во время случайного задания. 
Пакки озвучил Райан Джонсон.

### Кейт МакРири (Kate McReary)
Представлена в: «Harboring a Grudge»
Может быть убита в: «Mr. and Mrs. Bellic (месть)»
Сестра Патрика «Пакки» МакРири. Ей очень нравится Нико. Хоть она и не одобряет его образ жизни, тем не менее, она хочет продолжать его видеть. Она не похожа на своих братьев, она не лезет в криминальный мир. Кейт закрытая девушка, все своё время она тратит на заботу о матери.
Кейт озвучила Мэри Кэтрин Донелли. Может умереть от рук Пегорино в одной ветке сюжетной линии, или остаться в живых в другой.

### Элизабета Торрес (Elizabeta Torres)
Представлена в: «Luck of the Irish»
Давно и успешно занимается продажей и распространением наркотиков в Бохане. Однако она знает, что скоро власти всерьёз займутся проблемой оборота наркотиков. Это сделает жизнь Торрес трудной, с учетом того, что у неё самой глубочайшая зависимость, и она уже теряет над собой контроль. Она всё чаще бредит и страдает паранойей. Была посажена в тюрьму на 40 лет.

### Мэнни Эскуела (Manny Escuela)
Представлен в: «Escuela of the Streets»
Убит в: «Have a Heart»
Бывший член пуэрто-риканской банды. Получил известность благодаря тому, что хочет силой привести в порядок улицы своего района. Как доказательство, он управляет строительством развлекательного центра в Южном Бохане. Мэнни снимает документальный фильм «Человек улиц!» о своей борьбе с преступностью. В этот фильм он пытался включить Нико, но тот не хотел лишний раз светиться, и поэтому всякий раз ему отказывал. Был убит Элизабетой Торрес вместе со своим оператором (выстрелом в голову) в миссии Have a Heart.

### Михаил Фаустин (Mikhail Faustin)
Представлен в: «Crime and Punishment»
Убит в: «The Master and the Molotov»
Глава русской мафии в Хоув-Бич. Некогда «удачный бандит», Михаил подсел на наркотики и разрушает свою, сложившуюся жизнь. Под его контролем бар-кабаре «Перестройка» в Хоув-Бич. Убит Нико.

### Джон Гравелли (Jon Gravelli)
Представлен в: «Entourage»
Умер в:   «Story Complete»
Босс старой школы из района Lower Algonquin (Нижний Алгонквин). У него хорошие связи, он не раз преследовался по закону, но так и не был заключен под стражу. Есть все основания утверждать, что у него имеются свои люди в правительстве. Как вы видите, Джон Гравелли очень старый и уже умирающий человек, но он очень беспокоится и проявляет заботу об интересах своей семьи, которую душит набирающая силу русская мафия. После прохождения игры можно прочитать в интернете новость о его смерти в больнице.

### Мэллори Бардас (Mallorie Bardas)
Представлена в: «It’s Your Call»
Встречает, работает, а позже выйдет замуж за Романа Беллика. Она познакомит Нико со своей подругой Мишель, которая потом станет девушкой Нико. Она также спрячет вас в своем доме от Дмитрия Раскалова, представит Элизабете Торрес и Мэнни Эскуэлле.
Мэллори Бардас-Беллик родом из Пуэрто-Рико. Тайно видится с Владом Глебовым, пока Нико не уничтожит его. Одному из её кузенов принадлежит квартира в Бохане, где Нико и Роман и находят убежище после того, как сгорают квартира Романа и парк такси. В заключении сюжетной линии Меллори и Роман женятся, однако в "Сделке" новоиспечённый муж умирает прямо перед церковью, и она становится вдовой. В обеих сюжетных ветках раскрывается её беременность. До окончания "Мести" Роман входит в контакт с Нико и сообщает о беременности Мэллори и что он хотел бы назвать будущую дочь Кейт, в честь Кейт Макрири.
Девичья фамилия Мэллори неправильно указана как "Рамос" в европейской инструкции для Xbox 360, но правильно указана как "Бардас" в инструкциях и руководствах для PlayStation 3 в других регионах.
Озвучиванием Мэллори занималась Елена Хёрст.

### Рэй Боччино (Ray Boccino)
Представлен в: «Harboring a Grudge»
Убит в: «…Pest Control»
Итальянский гангстер, работающий на Джимми Пегорино. Боччино занимается бизнесом вместе с семьей МакРири. Именно Пакки вас с ним и познакомит. Рэй помогает Нико кое-кого найти, но взамен просит помочь ему в некоторых делах мафии. При каждой встрече Рэй Боччино говорит Нико: «Помните, кто Вас представил». Убит Нико.

### Плейбой Икс (Playboy X)
Представлен в: «Blow Your Cover»
Может быть убит в: «…The Holland Play»
Афроамериканский гангстер. С Нико его познакомила Элизабета. Икс имеет пентхауз в North Algonquin (Северный Алгонкин) (его пентхауз может стать Вашим, если Вы убьете Икса для Дуэйна Форджа). Плейбой Икс обычно имел дело со своим приятелем Дуэйном Форджом, наркобароном и таким же отъявленным гангстером, которого недавно освободили из тюрьмы. Пока он сидел, Икс переселился в дом Дуэйна и теперь не очень-то уважает своего наставника. Плейбоя легко узнать, он носит разноцветный балахон. Его настоящее имя — Трей Стюарт (Trey Stewart).

### Дуэйн Фордж (Dwayne Forge)
Представлен в: «Deconstruction for Beginners»
Может быть убит в: «…The Holland Play»
Партнер Плейбоя Икса. Он считается афроамериканским гангстером старой школы (O.G.), потому что его посадили за распространение наркотиков в далеких 90-х годах. Дуэйна совсем недавно освободили из тюрьмы, и он был поражен шиком и изобилием в преступном мире. Он живет прошлым и считает, что весь "несправедливый мир" его бросил.

### Джимми Пегорино (Jimmy Pegorino)
Представлен в: «Pegorino’s Pride»
Убит в: «A Revenger’s Tragedy» (Сделка)/«Out of Commission» (Месть)
Второй антагонист.Итальянец, глава своей семьи. На него работают Рэй Боччино и Фил Белл. Джим Пегорино жаждет власти и стремится стать одной из 5 главных мафиозных семей в Либерти-Сити. Но правящие семьи смотрят на него с улыбкой. Убит Нико на острове Счастья или убит Дмитрием в старом казино.

## Второстепенные персонажи

### Лола Дель Рио (Lola Del Rio)
Путана, которая работает недалеко от порта Либерти Сити. После определенного количества прохождения игры Вы сможете найти её в базе данных полиции города. Вы узнаете, что Лола была одной из первых женщин легкого поведения, которая вернулась в Star Junction (Times Square) после того, как район стала контролировать одна из семей. Немного о ней известно, мы даже не знаем, существует ли она в игре. Даже были кое-какие поощрения тем, кто её найдет. Возможно, Лола вовсе и не была проституткой, а просто приехала в Либерти-Сити, чтобы стать актрисой.

### Кенни Петрович (Kenny Petrovic)
Главарь мафии в South Broker (Южном Брокере). Он появится в миссиях «Mafiya Work» и «Team Mafiya Work» многопользовательского режима. В этих миссиях игрок должен выполнять поручения Петровича и его людей, защищать его самого от других бандитов, позаботиться о «черном списке» Кенни. Также придется выполнить еще несколько неясных заданий, соревнуясь с другими игроками в многопользовательском режиме. В миссии «Hangmans Noose» вам потребуется его сопровождать и защищать вместе с другими игроками.

### Брайс Доукинс (Bryce Dawkins)
Помощник мэра Либерти-Сити. Пытаясь заслужить доверие избирателей, строит из себя ультраконсерватора, слепо следующего традициям и старым порядкам, при этом он очень лицемерный. Доукинс продолжает гонения сексуальных меньшинств, хотя он сам весьма тесно дружит с неким Берни Крэйном.

### Андрей (Andrei)
Представлен в миссии:«Crime and Punishment»  и убит в: «Crime and Punishment»
Наёмник, воевал в  Чечне, член преступной группировки South Broker Bratva, предводителем которой является Михаил Фаустин. Андрей ведёт себя как последний отморозок, он запугивает, угрожает, отнимает, убивает… Но, в конце концов, его убивает Фаустин в тот момент, когда Андрей хочет отрезать Нико руку. Просто жена Михаила Фаустина не любит сильный шум.

### Дардан Петрела (Dardan Petrela)
Представлен в: «Threes a Crowd»
Убит в: «Bleed Out»
Главарь албанских головорезов, которым проигрался Роман Беллик, пытается вернуть свои деньги, но позже Нико его убивает.
Занимался вымогательством,шантажом, играл в азартные игры, ростовщичество (кредитёрство) рэкетом.

### Берни Крейн (Bernie Crane)
Представлен в: «Weekend at Florian's»
Бывший сослуживец Нико, переехав в Либерти-Сити, сменил сексуальную ориентацию. Старое имя - Флориан Кравич. Он дарит Нико машину, подаренную ему Брайсом Доукинсом, мотивирует это тем, что машину не водит. Присутствовал на свадьбе Романа и Мэллори. Так же, как Нико, Берни думал, что предателем является один из тех троих, кто сумел уйти из засады.
 Фил Белл (Phil Bell) 
Представлен в: «No Way on the Subway»
На 90% ирландец, на 10% итальянец, работает на Пегорино. Один из его ближайших помощников. Несмотря ни на что, дружески относится к Нико. Он похож на Тони Сопрано или Джимми Конвея, которого играл Роберт де Ниро в фильме «Славные парни» (GoodFellas). Он близкий друг Джимми Пегорино, но, кажется, он имеет близкие отношения с его женой.

### Владимир «Влад» Глебов (Vladimir «Vlad» Glebov)
Представлен в: «Its Your Call»
Убит в: «Uncle Vlad»
Капо семьи Фаустина. Русский кредитор, эмигрант, проскользнувший в Америку, воспользовавшись лазейкой в иммиграционном законодательстве. Под его покровительством бар Comrades (Товарищи). Глебов работает на Михаила Фаустина. Владимир преподносит себя как человек устрашающий с большим влиянием на город. По его действиям может сложиться впечатление, что он очень могущественный гангстер. На самом деле Глебов мелкий русский мафиози, который стремится заслужить уважение более крупных боссов Либерти-Сити, «снимая дань» со «своих» районов. Владимир проживает в Hove Beach (Хоув Бич), в районе на юге Брокера. Чаще всего Вы можете его найти в баре — Comrades. Во время игры произнёс известную фразу «Зачем нужно жрать капусту, если есть картошка!» Влад погибает от рук Нико.
Влада озвучил Михаил Кузнецов.